# هوهنتنگن ام هوخرهاین
هوهنتنگن ام هوخرهاین (به آلمانی: Hohentengen am Hochrhein) یک شهر در آلمان است که در Waldshut واقع شده‌است. هوهنتنگن ام هوخرهاین ۳٬۶۵۱ نفر جمعیت دارد.